# Arnjolt Beer
Arnjolt Beer  (né le 19 juin 1946 à Koumac) est un athlète français, spécialiste du lancer du poids.

## Biographie
Il remporte dix titres de champion de France du lancer du poids : 4 en salle en 1975, 1977, 1978 et 1979, et six en plein air en 1968, 1971, 1974, 1977, 1978 et 1980.
Médaillé d'argent lors des Jeux méditerranéens de 1967 (17,72 m, derrière le Yougoslave Tomislav Šuker), il participe aux Jeux olympiques de 1968 et aux Jeux olympiques de 1972 mais ne parvient pas à franchir le cap des qualifications.
Licencié au Stade français, son record personnel en plein air est de 19,76 m.

## Dopage
Il a été le premier lanceur dans le monde à révéler que l'usage des anabolisants se généralisait dans le milieu et cela dès 1969. Il a avoué en avoir pris également en 1968 avant les Jeux olympiques de Mexico mais a pris peur en connaissant les risques encourus.